# Gasparino Willi Raimondi
Gasparino Willi Raimondi (Marcelino Ramos, 20 de dezembro de 1941) é um contador e político brasileiro.
Filho de Mário Luiz Raimundi e de Antônia Raimundi. Casou com Rosali Gaffuri Raimundi.
Foi eleito deputado estadual para a Assembleia Legislativa de Santa Catarina pelo Partido do Movimento Democrático Brasileiro (PMDB), com 14.910 votos, tomando posse na 11ª Legislatura (1987-1991).